# Castelul Krimulda

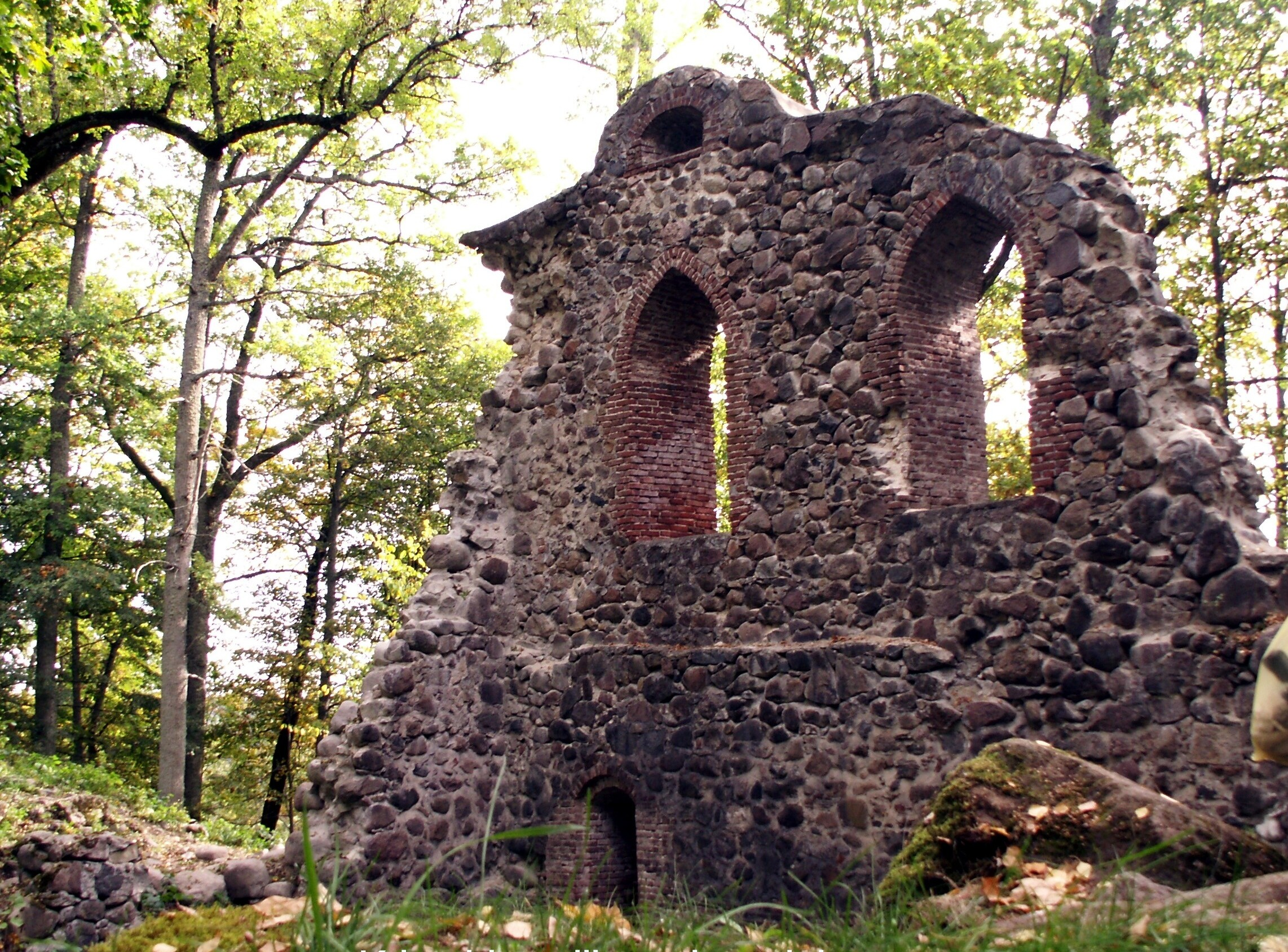

Castelul Krimulda este situat în afara orașului Sigulda, Letonia și este o atracție turistică. Castelul datează din secolul al XIV-lea și a fost distrus într-un război în 1601. Casa de locuit a prințului Liven a fost construită în stil clasic. Complexul conacului este format printre altele din casa administratorului, garajul pentru trăsuri, o cabană elvețiană. Localul pentru degustarea de vinuri este disponibil în urma unei rezervări.

## Istoria
În secolul al XII-lea malul stâng al râului Gauja era guvernat de Ordinul Fraților de Sabie, (mai târziu cunoscut sub numele de Ordinul livoniann), în timp ce teritoriile de pe malul drept făceau parte din domeniul arhiepiscopului de Riga. Castelul Krimulda aparținea de Marele Consiliul al Rigăi, care era un grup de doisprezece preoți sfătuitori ai arhiepiscopului.
Castelul Krimulda a fost construit pe marginea unui banc înalt de pe partea dreaptă a râului Gauja, lângă o movilă a castelului Vikmeste și lângă satul Livs. Această localizare făcea aproape imposibilă cucerirea lui. De o parte acesta era protejat de peretele abrupt al văii râului Gauja, alte două părți erau asigurate de râul Vikmeste, care a avea și el maluri abrupte, iar cea de-a patra parte era mărginită de un șanț cu apă peste care cobora un pod ce ducea în castel. Valea adâncă a râului Vikmeste oferea o graniță naturală între ținuturile Krimulda si Turaida.
Castelul a fost construit folosind bolovani de dimensiuni mari. Peretele exterior al castelului de la nivelul solului avea o grosime de aproximativ 2 metri.
Castelul a fost implicat într-o serie de lupte între Ordinul Livonian și arhiepiscopul de Riga, precum și mai multe războaie din Livonia de mai târziu. În primăvara anului 1601, în timpul războiului suedezo-polonez, a fost cucerit de armata suedeză. În toamna aceluiași an trupele poloneze au ars castelul pentru a nu cădea în mâinile inamicului. Castelul nu a mai fost reparat după incendiu.
Castelul și-a recâștigat renumele, la mijlocul secolului al 19-lea pe când se afla în proprietatea Prințului Lieven, dar nu ca o fortificație militară, ci ca o zonă romantică a unui parc. Aici se găsește un frumos loc numit 'Bellevue' de se pot observa numeroasele curbe pitorești ale râului Gauja.

## Imagini
Ruinele castelului Krimulda în 2014.

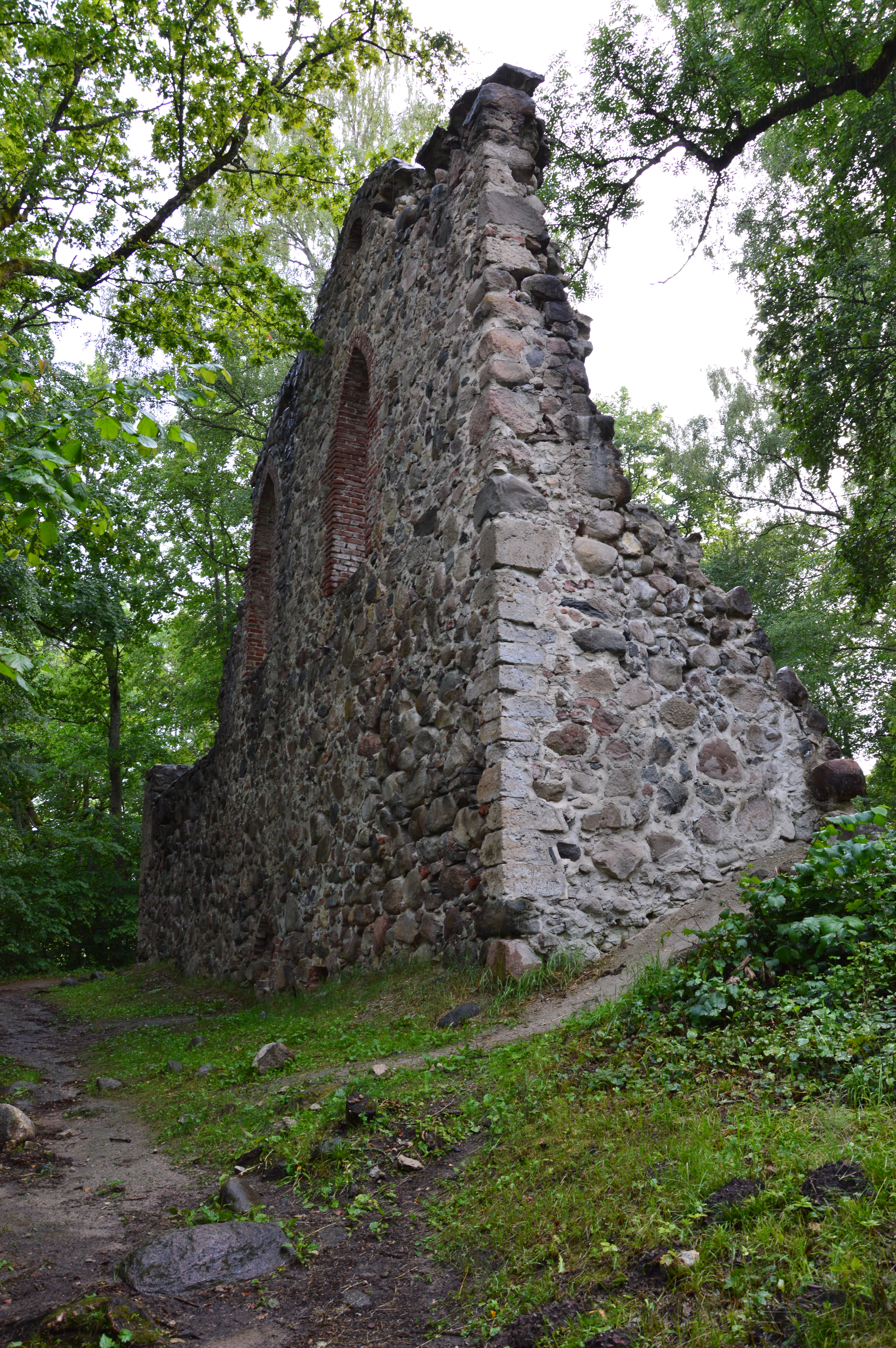
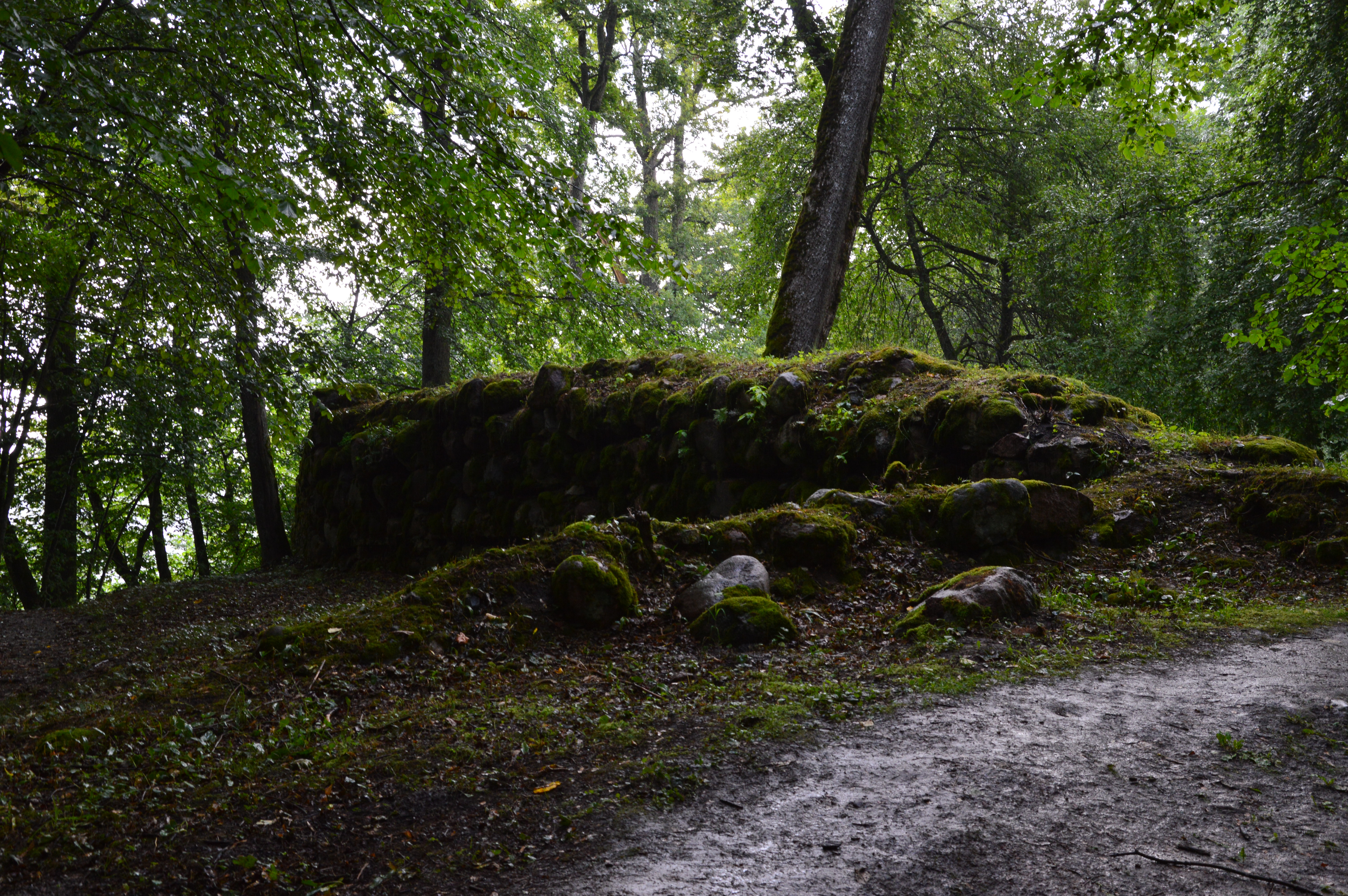
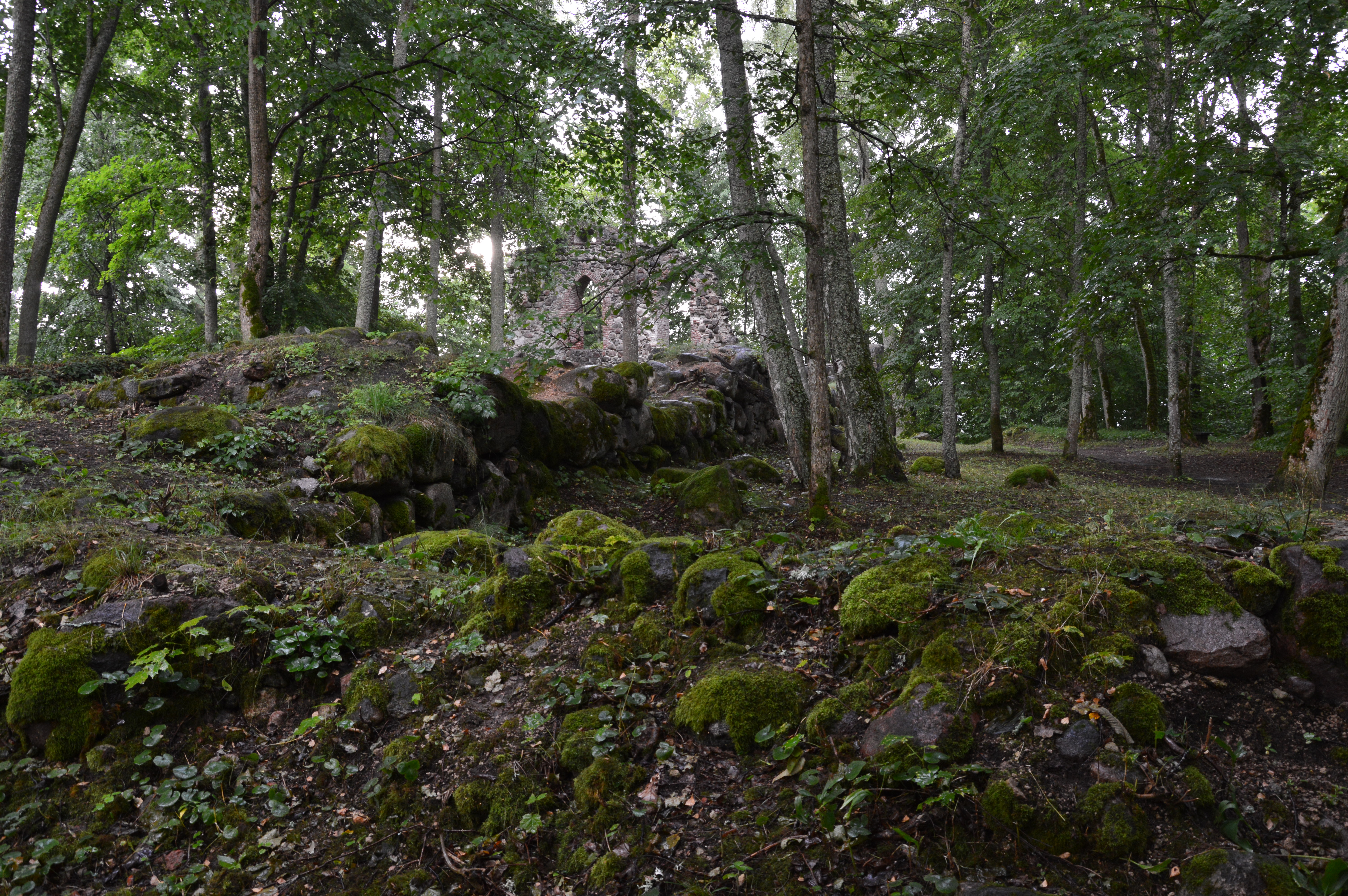
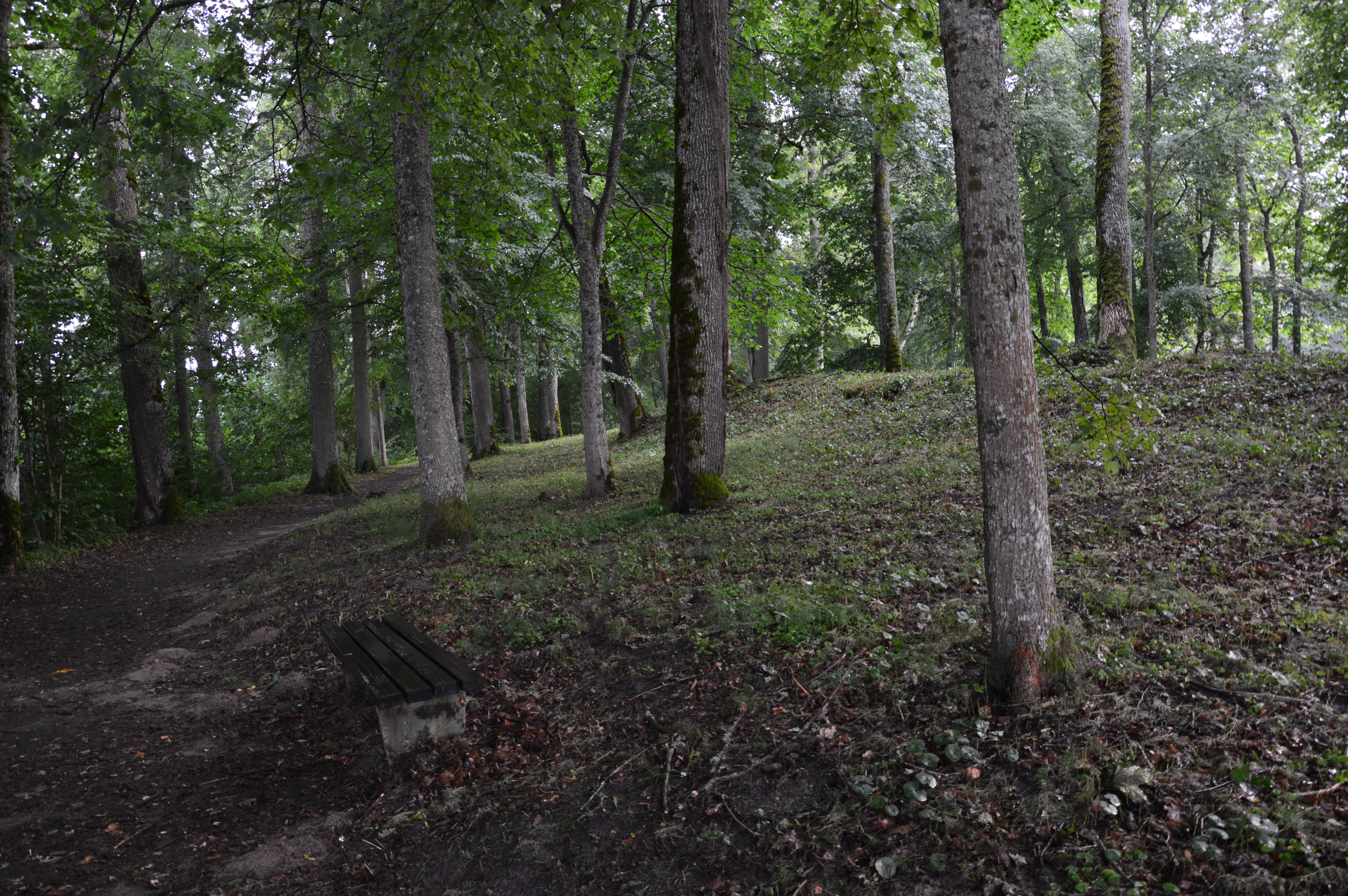
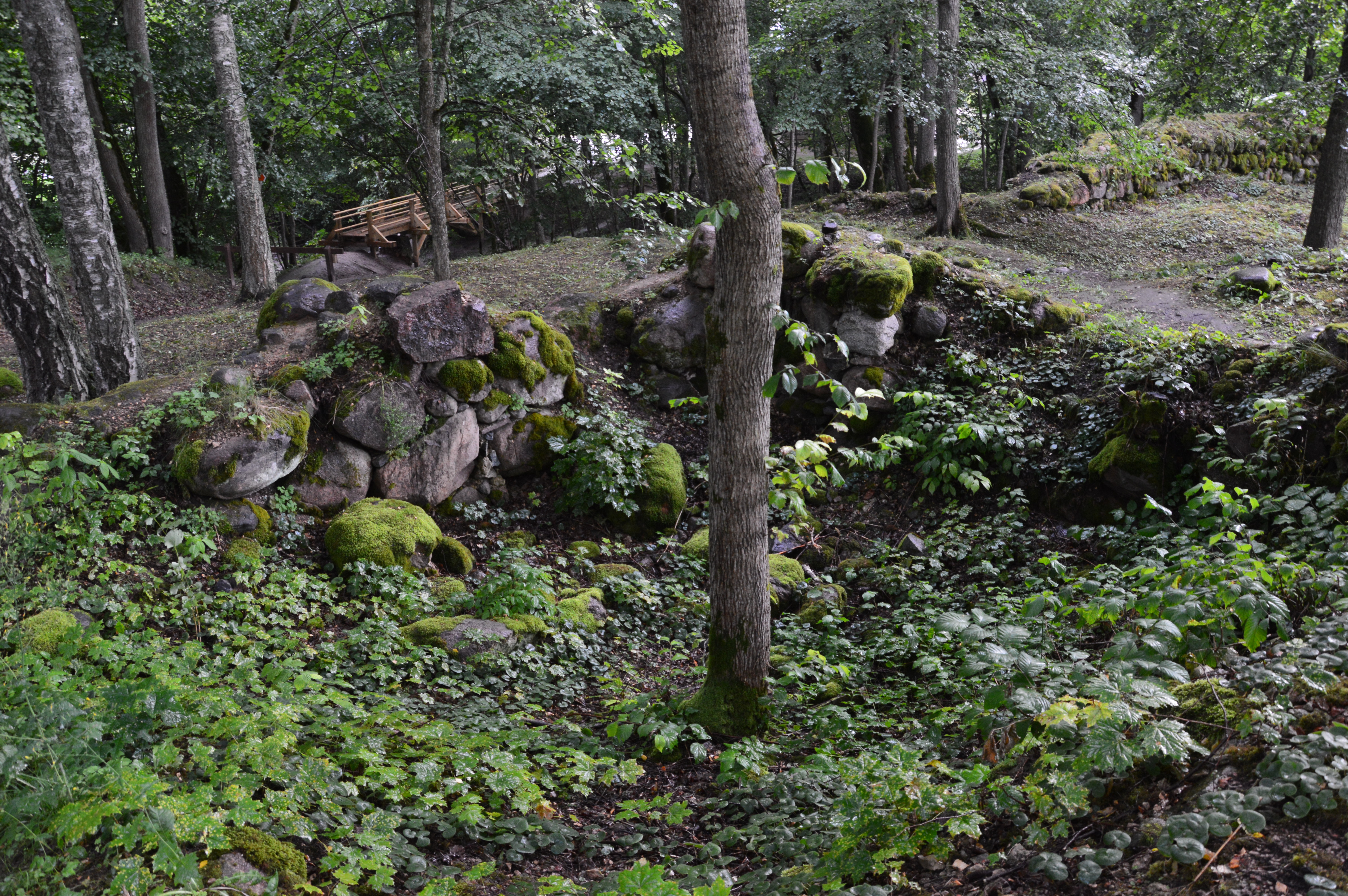
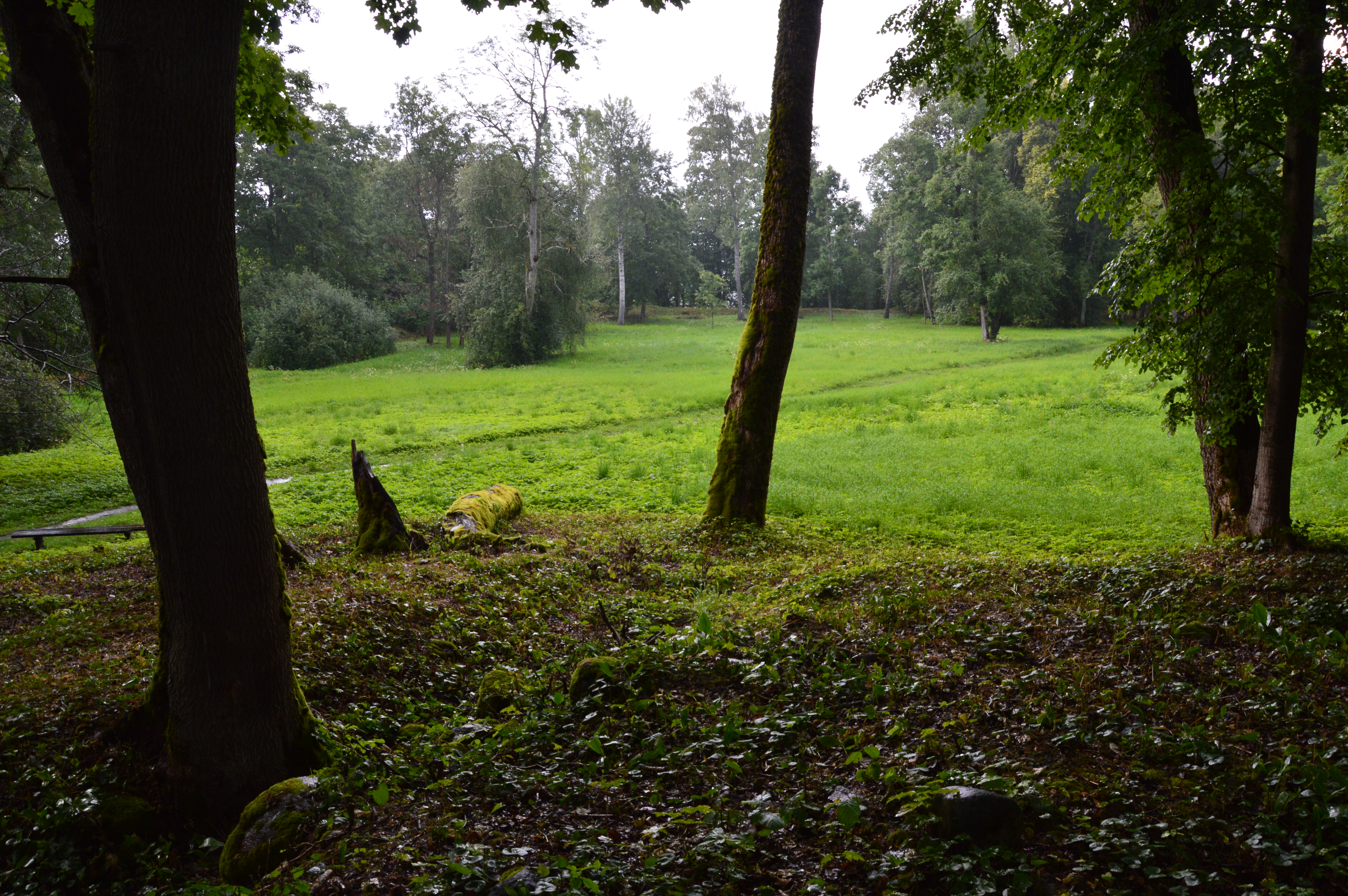
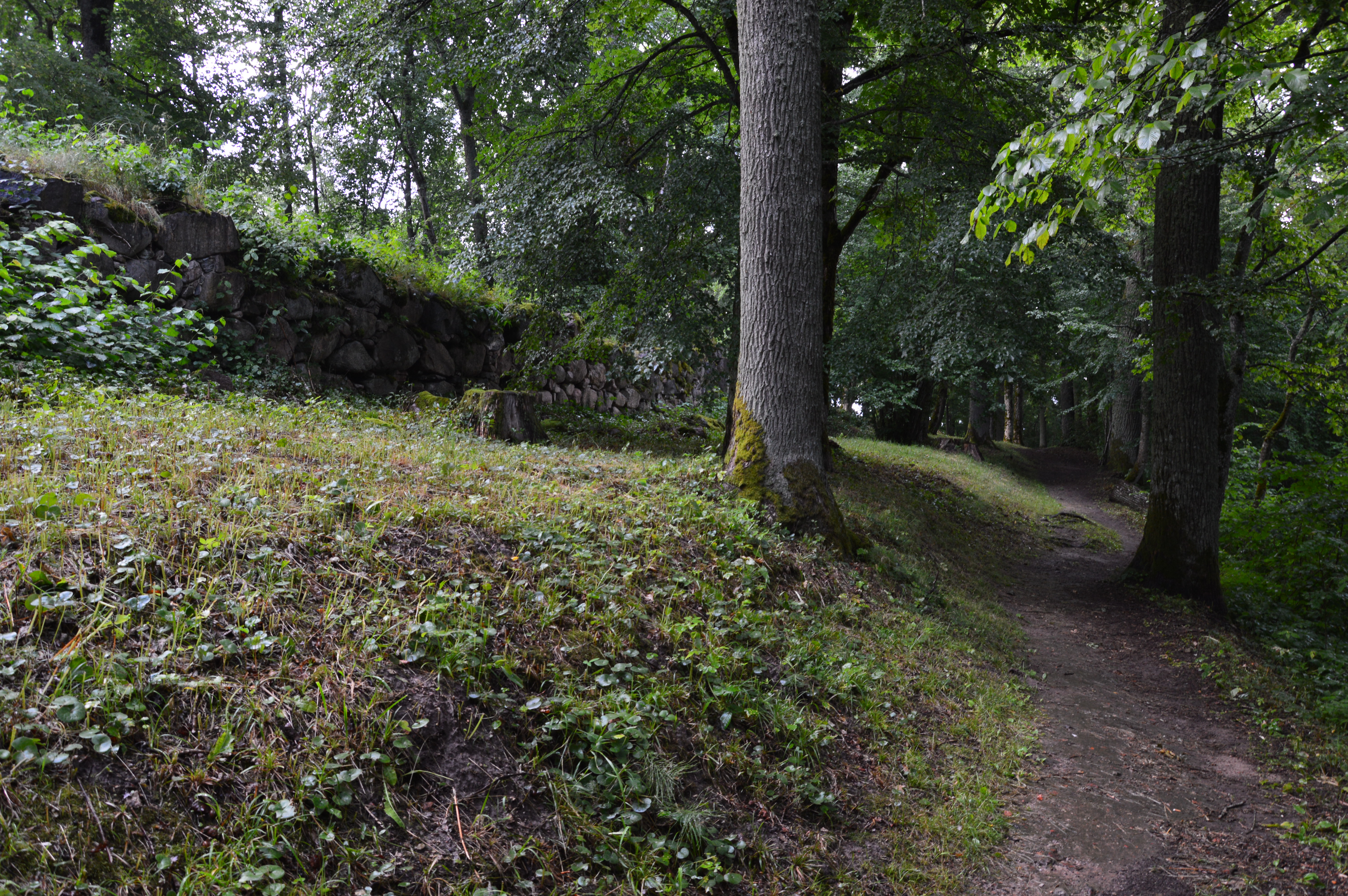
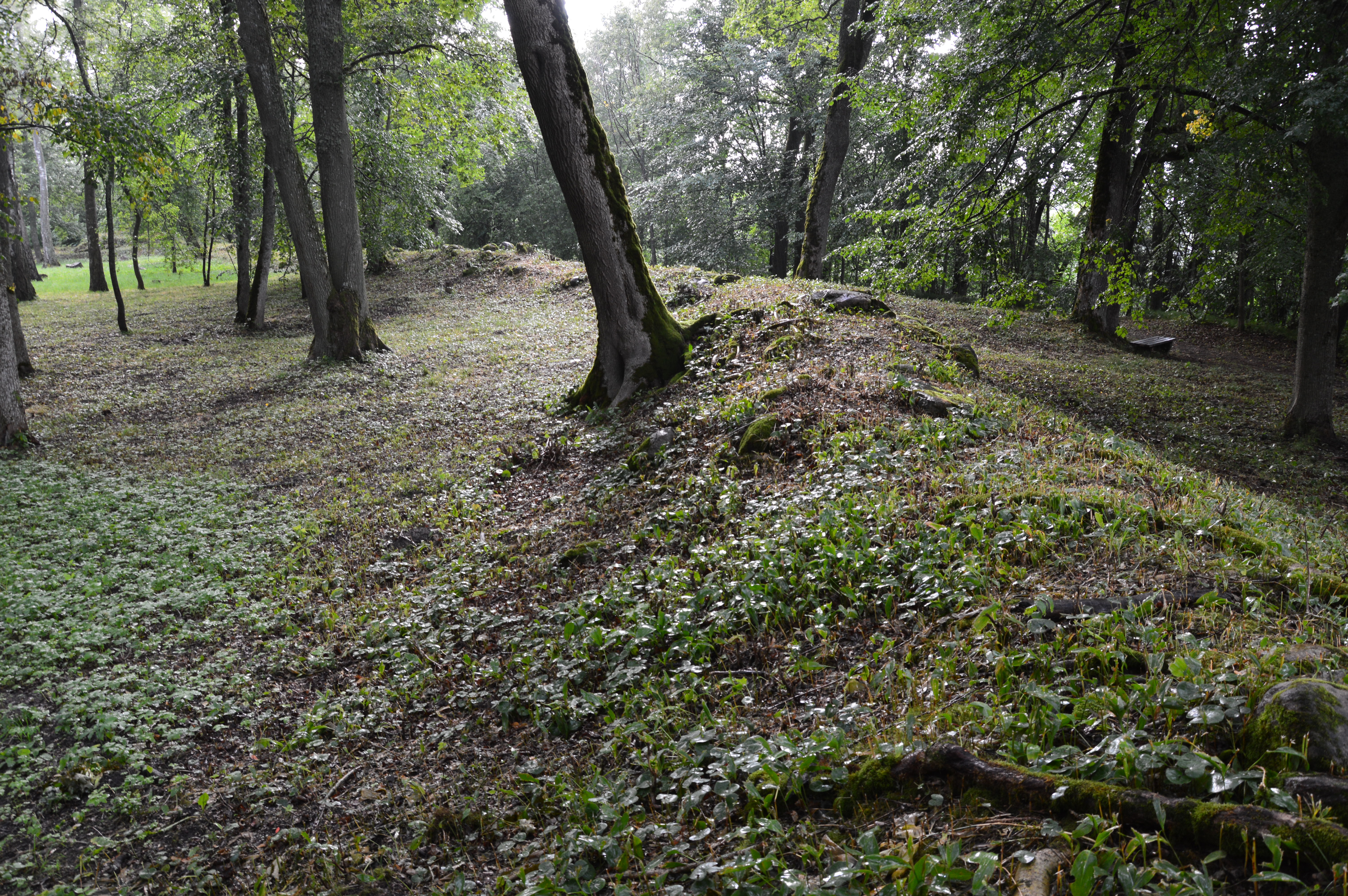
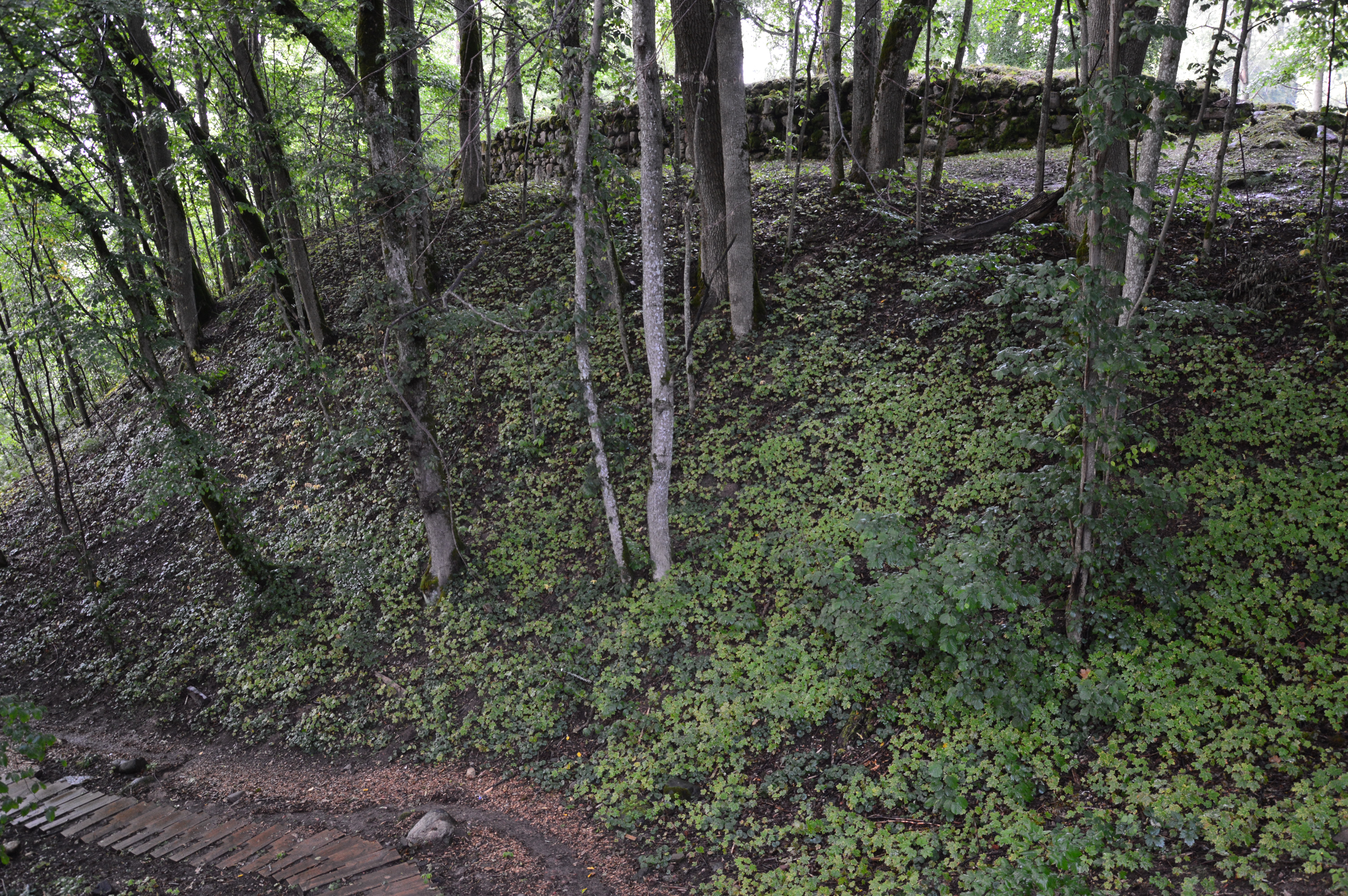